# Diphascon scoticum
Diphascon scoticum är en djurart som tillhör fylumet trögkrypare, och som beskrevs av Murray 1905. Diphascon scoticum ingår i släktet Diphascon och familjen Hypsibiidae. Arten är reproducerande i Sverige.

## Underarter
Arten delas in i följande underarter:
- D. s. scoticum
- D. s. ommatophorum